# Tomasz à Kempis
Tomasz à Kempis, Tomasz z Kempen, Thomas Hemerken, Thomas Hämerken, Thomas van Kempen (ur. ok. 1380 w Kempen, zm. 25 lipca 1471 w Zwolle) – niemiecki zakonnik kanonik regularny, teolog i mistyk. Przypuszczalny autor O naśladowaniu Chrystusa – jednego z największych dzieł ascezy chrześcijańskiej.

## Życiorys
W 1395 został umieszczony w szkole w Deventer, prowadzonej przez Braci Wspólnego Życia. Później wstąpił do kanoników regularnych w Agnetenberg niedaleko Zwolle, którego przeorem był jego brat Jan. Tam przyjął święcenia kapłańskie w 1413 i został podprzeorem.
W klasztorze zajmował się kopiowaniem ksiąg. Samą Biblię przepisał cztery razy.

## Dzieło
Tomasz należał do nurtu mistyki nadreńskiej, związanego z prądem devotio moderna. Do jego mistrzów duchowych należeli Geert Groote i Florentius Radewijns, twórcy ruchu Braci Wspólnego Życia. Napisał biografie twórców tego ruchu. Przypuszcza się, że był autorem dzieła O naśladowaniu Chrystusa.

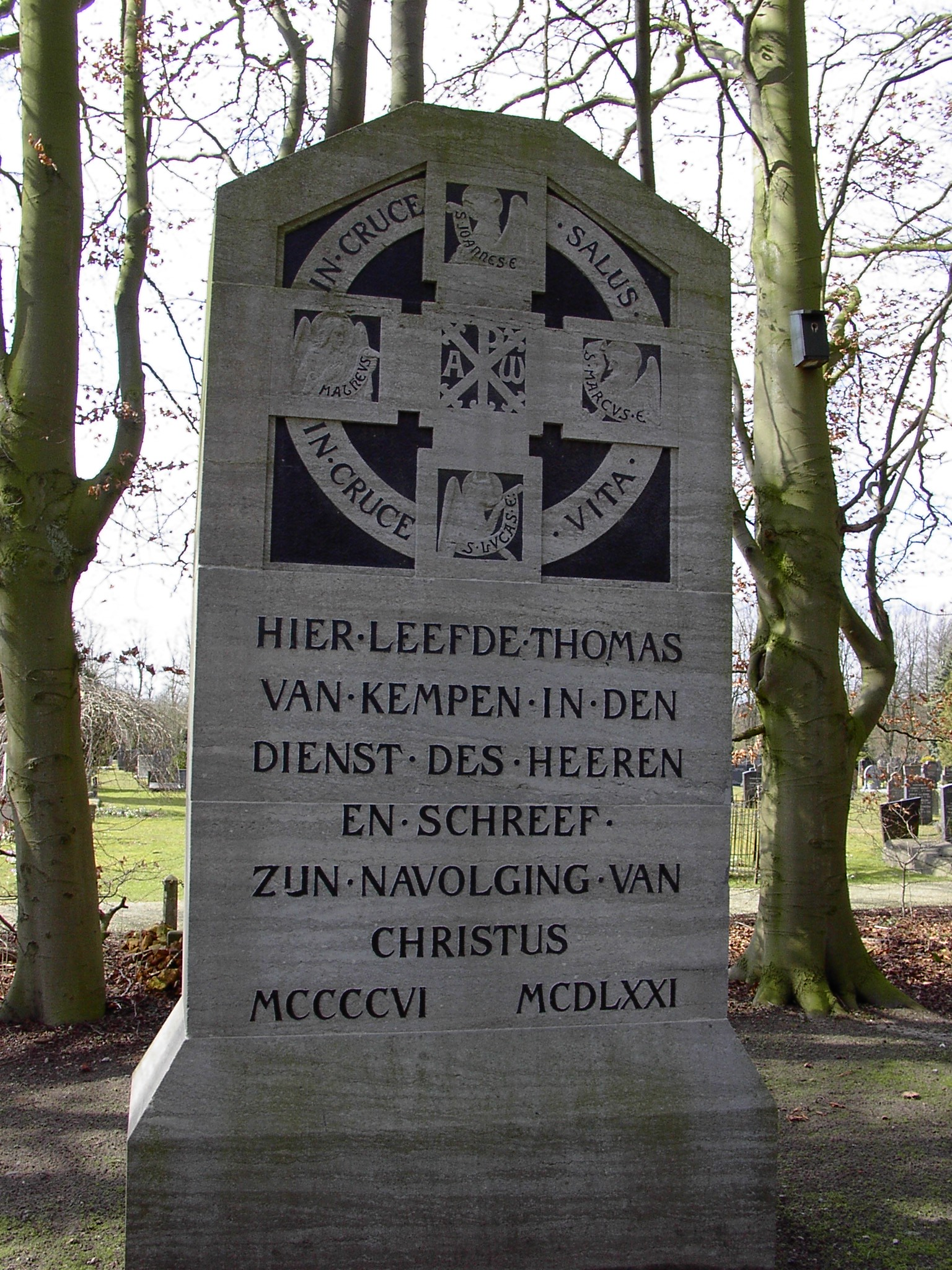
Pomnik w Zwolle.